# Sympathy for the Devil (Lied)
Sympathy for the Devil ist ein Rocksong der englischen Band The Rolling Stones. Er wurde 1968 auf dem Studioalbum Beggars Banquet veröffentlicht und gilt als eines der herausragendsten Stücke der Gruppe.

## Entstehung
Sympathy for the Devil entstand während über mehrere Tage verteilten Tonstudio-Aufnahmeterminen der Rolling Stones im Juni 1968 in den Olympic Studios in London. Die Band kam ohne Vorbereitung ins Studio und entwickelte das Musikstück improvisatorisch im Laufe der Sessions. Die Arbeit am Stück begann mit einem Liedtext von Sänger Mick Jagger unter dem Arbeitstitel The Devil Is My Name. Er hatte diesen Text unter dem Eindruck des Romans Der Meister und Margarita des russischen Schriftstellers Michail Bulgakow verfasst; ein in englischer Sprache 1967 erschienenes Buch, das er von seiner Partnerin Marianne Faithfull erhalten hatte. In Bulgakows Roman stattet der Teufel dem Moskau der 1930er Jahre einen Besuch ab, in dessen Verlauf er Menschen tötet oder in den Wahnsinn treibt. Ein weiterer Teil des Buches befasst sich mit der Rolle von Pontius Pilatus während der letzten Tage Jesus von Nazarets.
Während der Studioaufnahmen der Rolling Stones und der Dreharbeiten Jean-Luc Godards kam es zu einem Brand in den Olympic Studios, ausgelöst durch heiße Filmscheinwerfer. Alle Anwesenden konnten aus dem brennenden Studio fliehen, bei dem Brand und den Löscharbeiten der Feuerwehr wurden jedoch die Studiogeräte und die Musikinstrumente der Band zerstört. Der Bassist der Rolling Stones, Bill Wyman, und der ebenfalls anwesende Jimmy Miller, Produzent der im selben Studiokomplex aufnehmenden Rockband Traffic, konnten die Tonbänder mit den Aufnahmen von Sympathy for the Devil retten. André Hagedorn listet den Song 1990 in seinem Buch It’s Only Rock’n’Roll – The Rolling Stones als 123. veröffentlichte Aufnahme und als 119. Studiosong der Band auf.

## Musik und Text
Im von Jagger geschriebenen Liedtext erzählt der Teufel, nachdem er sich dem Hörer formell vorgestellt hat, von seinem Wesen und seiner Gegenwart bei zentralen historischen Ereignissen. So sei er dabei gewesen, als Jesus Christus zweifelte und litt und er habe dafür gesorgt, dass Pontius Pilatus dessen Schicksal besiegelte. Auch an der russischen Oktoberrevolution sei er beteiligt gewesen und für die Ermordung der Zarenfamilie verantwortlich. Während des Zweiten Weltkrieges sei er als Panzergeneral im Blitzkrieg tätig gewesen.
Schließlich stellt der Teufel die Frage, wer „die Kennedys“ ermordet habe und beantwortet sie selber mit der Erwägung „after all it was you and me“ (‚letzten Endes waren es du und ich‘). In frühen Fassungen des Textes wurde allein die Ermordung des US-Präsidenten John F. Kennedy erwähnt; nachdem am 6. Juni 1968 auch dessen Bruder, Senator Robert F. Kennedy, ermordet worden war, änderten die Rolling Stones diese Textzeile entsprechend.
Der Teufel beschreibt sich in dem Stück als Mann von Wohlstand und Geschmack. Was rätselhaft (puzzling) an ihm sei, sei eben sein Wesen (the nature of my game; vgl. Diabolos). Schließlich bittet er sein Gegenüber um Höflichkeit (courtesy), Mitgefühl (sympathy) und Geschmack (taste) und droht mit seiner für die menschliche Seele verwüstenden Macht.
Das Lied weist dem Teufel, den es in einem ekstatischen Samba -Rhythmus beschwört und als dessen Verkörperung Mick Jagger hier auftritt, menschliche Eigenschaften zu: Er will als eine Art Mann von Welt und Gentleman unter Gentlemen behandelt werden. Kernaussage ist schließlich, dass in jedem Menschen ein Teufel wohne. Der Samba-Rhythmus entstand aus einer Anregung von Jimmy Miller.
Auffallend ist die zurückhaltende Instrumentierung des über sechsminütigen Lieds, die mit Handtrommeln, unartikulierten menschlichen Lauten und Maracas beginnt, woraufhin Gesang, E-Bass und Klavier (gespielt von Nicky Hopkins) einsetzen. Die Grundtonart von Sympathy for the Devil ist E-Dur. Die Harmoniefolge der Liedstrophen ist E-Dur, D-Dur, A-Dur, E-Dur, die des Refrains (Pleased to meet you, … ) H-Dur und E-Dur im Wechsel. Durch die Rhythmen und Laute des Musikstücks, die „mit indigenen Kulturen assoziiert werden können“, wird der Teufel „mit dem ‚Unzivilisierten‘ in Kontext gesetzt“.
Der Bass unterstützt und komplettiert die rhythmisch-harmonische Basis. Die Intensität wird durch den einsetzenden Chor gesteigert, der das Musikstück prägende „Ooo-whoo“ bis zum Ende wiederholt. Den Höhepunkt bildet das prägnant phrasierte Gitarrensolo Keith Richards, dessen Spiel anschließend im Wechsel mit Jaggers Stimme den Ausklang des Stücks begleitet. Immer bleibt aber das Piano klangführend und wechselt nur die Akkordlage zur Dramatisierung. Damit weicht die Instrumentierung deutlich von anderen Stücken der Band zu dieser Zeit ab, die eher gitarrenlastig sind.

## Rezeption und Wirkung
Sympathy for the Devil gilt als einer der Klassiker im Repertoire der Rolling Stones sowie der Rockmusik. Das Stück erschien 1974 in Großbritannien als Single in einer verkürzten Version. Das US-Musikmagazin Rolling Stone wählte das Lied im Jahr 2004 auf Platz 32 seiner Liste der 500 besten Songs aller Zeiten. und 2013 auf Platz 3 der 100 größten Rolling-Stones-Songs. Die Entwicklung des Lieds wurde von dem Filmregisseur Jean-Luc Godard in seinem sozialkritischen Film One Plus One festgehalten, der die Rolling Stones bei der Studioarbeit zeigt. Godard beabsichtigte, die Entstehung von Sympathy for the Devil als Metapher für Wachstum anderen, gesellschaftskritischen Filmaufnahmen gegenüberzustellen. Nach der Uraufführung unter dem Titel One Plus One wurde der Film in Sympathy for the Devil umbenannt.
Die Darstellung des Teufels im Liedtext durch Jagger und das Einfordern von Sympathie für diesen beeinflusste lange den Ruf der Rolling Stones. Unter Anhängern der Band kursierten Gerüchte über mögliche satanistische Tendenzen der Musiker. Diese Gerüchte erreichten 1969 durch die Todesfälle beim Altamont Free Concert einen Höhepunkt. Vor der Bühne der Rolling Stones wurde Meredith Hunter während einer Messerstecherei getötet und oft wurde behauptet, die Band habe in dem Moment Sympathy for the Devil gespielt. Tatsächlich spielte sie allerdings das Lied Under My Thumb. Obwohl sich infolgedessen einige Fans von der Musik der Band abwandten, bezeichnete die mit Jagger befreundete Marianne Faithfull in ihrer Autobiographie das Lied jedoch als „Satanismus aus Pappmaché“. Jagger wies den Verdacht auf Satanismus und schwarze Magie zurück.
Noch heute besitzt das Lied Potenzial zur Kontroverse, wie Zensurmaßnahmen der BPjM zeigen. So war das Stück in der geschnittenen deutschen Version des Videospiels Call of Duty: Black Ops aus dem Jahr 2010 nicht enthalten.

## Besetzung
- Mick Jagger – Gesang und Chorgesang
- Keith Richards – E-Bass, E-Gitarre, Chorgesang
- Nicky Hopkins – Klavier
- Bill Wyman – Maracas, Chorgesang
- Charlie Watts – Schlagzeug
- Rocky Dijon – Congas
- Brian Jones, Anita Pallenberg, Marianne Faithfull, Jimmy Miller – Chorgesang

## Kommerzieller Erfolg

### Chartplatzierungen
Im September 2003 erschienen offizielle Remixversionen von The Neptunes, Fatboy Slim und Full Phat. Sie wurden in unterschiedlicher Kombination, teils auch mit der Originalversion, auf Maxi-CDs und Schallplatten veröffentlicht. Erst in dieser Version avancierte Sympathy for the Devil zum Charterfolg.
| ChartsChartplatzierungen       | Höchstplatzierung | Wochen |
| ------------------------------ | ----------------- | ------ |
| Deutschland (GfK)              | 18 (10 Wo.)       | 10     |
| Österreich (Ö3)                | 27 (10 Wo.)       | 10     |
| Schweiz (IFPI)                 | 25 (12 Wo.)       | 12     |
| Vereinigte Staaten (Billboard) | 97 (1 Wo.)        | 1      |
| Vereinigtes Königreich (OCC)   | 14 (7 Wo.)        | 7      |

### Auszeichnungen für Musikverkäufe
| Land/Region                  | Auszeichnungen für Musikverkäufe (Land/Region, Auszeichnung, Verkäufe) | Verkäufe  |
| ---------------------------- | ---------------------------------------------------------------------- | --------- |
| Australien (ARIA)            | 3× Platin                                                              | 210.000   |
| Deutschland (BVMI)           | Gold                                                                   | 150.000   |
| Italien (FIMI)               | Platin                                                                 | 50.000    |
| Neuseeland (RMNZ)            | 2× Platin                                                              | 60.000    |
| Spanien (Promusicae)         | Platin                                                                 | 60.000    |
| Vereinigtes Königreich (BPI) | Platin                                                                 | 600.000   |
| Insgesamt                    | 1× Gold · 8× Platin ·                                                  | 1.130.000 |

Hauptartikel: The Rolling Stones/Auszeichnungen für Musikverkäufe

## Coverversionen
- Blood, Sweat & Tears kreierten aus der Vorlage der Rolling Stones eine Minisymphonie, die 1970 auf deren Album 3 veröffentlicht wurde.[22]
- Bryan Ferry veröffentlichte 1973 eine Version von Sympathy for the Devil auf seinem Soloalbum These Foolish Things.
- Gitta Walther veröffentlichte 1976 unter dem Pseudonym Jackie Robinson auf ihrem Disco-Album  I’m Different eine Version von Sympathy for the Devil.
- 1978 sang Udo Lindenberg auf seinem Album Lindenbergs Rock Revue eine deutsche Version unter dem Titel Sympathie für den Teufel.
- 1979 veröffentlichte der österreichische Sänger Peter Schleicher ein Cover im Wiener Dialekt unter dem Titel Der Teufel In Euch (Album: Hart auf hart)
- Die slowenische Band Laibach veröffentlichte 1988 eine Coverversion als Single sowie 1990 ein Album mit dem Titel Sympathy for the Devil, das ausschließlich aus verschiedenen (auch mehrsprachigen) selbst interpretierten Versionen des Liedes besteht.
- Skrew, 1992 im Stil des Industrial Metal
- Aus dem Jahr 1993 gibt es eine Unplugged-Version des Lieds aus dem Mitschnitt eines Konzerts der Band Jane’s Addiction.
- Eine Coverversion des Stücks von Guns N’ Roses begleitet den Abspann des Films Interview mit einem Vampir (1995).
- Auf dem Best-Of-Album der Rainbirds mit dem Titel The Mercury Years wurde eine Coverversion als letztes Lied hinzugefügt, ohne vorher auf einem anderen Album der Band veröffentlicht worden zu sein.
- Das Gitarrensolo ist, von Trompeten gespielt, in Robbie Williams’ Lied Let Me Entertain You (1998) zu hören.
- Eine weitere Coverversion erschien 1999 auf der EP Brighter than the Sun und in einer etwas längeren Version auf dem Album Skeleton Skeletron der schwedischen Band Tiamat.
- The King veröffentlichte 2000 auf seiner CD Return to Splendor eine Coverversion im Stil von Elvis Presley.
- Die Band Death SS veröffentlichte 2002 ein Cover auf ihrem Album Humanomalies.
- Eine Country-Version des Liedes wurde 2003 von der deutschen Band The Twang auf dem Album Countryfication veröffentlicht.
- Skrewdriver, 2004 auf der Compilation Undercover zusammen mit weiteren Titeln von den Rolling Stones. Wegen der rechtsradikalen Gesinnung und der Gewaltbereitschaft dieser Band sind Tonträger teilweise vom Verkauf ausgeschlossen.[23]
- Auf dem Album Under Cover (2005) von Ozzy Osbourne ist ebenfalls eine Version des Liedes zu finden.
- 1994 (in Deutschland 2006) veröffentlichte das für seine künstlerisch innovativen Umsetzungen bekannte London Symphony Orchestra zusammen mit anderen Künstlern die CD Symphonic Rolling Stones, auf der die Interpretation des Titels durch den Tenor Jerry Hadley zu finden ist.
- Eine moderne gregorianische Version erschien 2010 von der Gesangsgruppe Gregorian.
- Motörhead spielten 2015 eine Coverversion für ihr Album Bad Magic ein.